# Onnes (geslacht)
Onnes (ook: Kamerlingh Onnes en: Easton Kamerlingh Onnes) is de naam van een Nederlandse familie die enkele kunstenaars en een Nobelprijswinnaar leverde.

## Geschiedenis
De stamreeks begint met Elle Onnes, een schipper en in 1638 lid van het grootschippersgilde, die in 1650 burger van Groningen werd. Zijn zoon, kleinzoon en achterkleinzoon waren ook schippers en lid of olderman van het grootschippersgilde. Een zoon van de laatste, Jeipe Onnes (1744-1793) werd ook zeilmaker. Diens zoon, Heike (1791-1833), werd koopman en winkelier, net als zijn voorvaderen nog steeds te Groningen, en trouwt in 1815 Meisina Kamerlingh (1794-1866). Zij worden de stamouders van de tak Kamerlingh Onnes en grootouders van een van de Nederlandse winnaars van de Nobelprijs.
In 1994 werd de familie opgenomen in het genealogische naslagwerk Nederland's Patriciaat.

## Bekende telgen
Heike Onnes (1791-1833), koopman en winkelier te Groningen; trouwt in 1815 Meisina Kamerlingh (1794-1866)
- Harm Kamerlingh Onnes (1819-1880), steenfabrikant
  - prof. dr. Heike Kamerlingh Onnes (1853-1926), fysicus, hoogleraar in de proefondervindelijke natuurkunde en de meteorologie Rijksuniversiteit Leiden 1882-1924, oprichter en directeur van het Cryogeen Laboratorium Kamerlingh Onnes aldaar, winnaar Nobelprijs voor natuurkunde 1913
    - mr. Albert Harm Kamerlingh Onnes (1888-1956), advocaat te 's-Gravenhage, secretaris van de Voogdijraad, hoofdambtenaar bij het Ministerie van Defensie
      - mr. Heike Maarten Albert Kamerlingh Onnes (1924-2001), oud-directeur en chef van de hoofdafdeling Organisatie Bescherming Bevolking Ministerie van Binnenlandse Zaken, voorzitter van de Unie van Europese Buitenplaatsen Associaties, algemeen secretaris van de Stichting Particuliere Historische Buitenplaatsen; trouwde in 1952 met Geertruid Agnes barones van Dedem (1929), telg uit het geslacht Van Dedem, bewoners van kasteel Vosbergen en dochter van de heer van Vosbergen
        - Catherine Jeanne Antoinette Elisabeth Kamerlingh Onnes (1955); was getrouwd (1978) met mr. Hugo Gajus Scheltema (1952), diplomaat, zoon van diplomaat mr. Hugo Scheltema (1918-1996) en telg uit het geslacht Scheltema

      - Nellie Antonia Elisabeth Jeannette Kamerlingh Onnes (1927-1997); trouwde in 1947 met ir. Marius Gerrit Wagenaar Hummelinck (1916-2003), oud-directielid van de Oliefabrieken Calvé te Delft, oud-hoofdingenieur bij Staatsbosbeheer, oud-voorzitter van het Wereld Natuurfonds Nederland

  - Albert Kamerlingh Onnes (1855-1887), architect te Mexico, kunstschilder
  - Menso Kamerlingh Onnes (1860-1925), kunstschilder en aquarellist
    - Harm Henrick Kamerlingh Onnes (1893-1985), kunstschilder, ceramicus en glazenier; trouwde in 1927 met Titia Margaretha Elizabeth Easton (1892-1991)
      - drs. Elizabeth Theresia Easton Kamerlingh Onnes (1928) (naamstoevoeging K.B. 13 april 1930, nr. 61)

    - Jenneke Kamerlingh Onnes (1894-1993); trouwde in 1921 met mr. Leopold August Nypels (1880-1969), raadsheer in - en vicepresident van de Hoge Raad der Nederlanden

  - Onno Kamerlingh Onnes (1861-1935) (naamswijziging Onnes in Kamerlingh Onnes K.B. 20 nov. 1933, nr. 53), lid van de gemeenteraad van Amsterdam 1897- 1909, kunstschilder en dichter
  - Jenny Kamerlingh Onnes (1863-1926); trouwde in 1892 met Floris Hendrik Verster (1861-1927), kunstschilder, etser en lithograaf

Geslachten die opgenomen zijn in het sinds 1910 verschijnende genealogische naslagwerk Nederland's Patriciaat. Lijst volgens opgave van het CBG Centrum voor familiegeschiedenis.
A · B · C · D · E · F · G · H · I · J · K · L · M · N · O · P · Q · R · S · T · U · V · W · Y · Z